# パンドウイット
パンドウイット（PANDUIT）はアメリカ合衆国イリノイ州ティンリーパークに本社を置く、エレクトリカル製品・ネットワーク製品メーカー。
1955年 Jack E. Caveneyによって設立。社名の由来は盤（Panel)と継手（Conduit)を合わせたもの。

## 日本法人
日本法人は1974年 「パンドウイット・ジャパン株式会社」として設立。1986年には「パンドウイットコーポレーション日本支社」に社名変更。支店は大阪と名古屋にある。

## 製品
- キャビネット
- ケーブル管理
- 結束バンド、結束工具
- 銅ケーブル [1]
- 光ファイバー関連 （ケーブル、コネクタ）
- 熱収縮チューブ
- パワーコネクタ
- Power over Ethernetシステム
- モジュラープラグ
- 配線ダクト